# Sullivans Creek
Sullivans Creek är ett vattendrag i Australien. Det ligger i territoriet Australian Capital Territory, i den sydöstra delen av landet.
Runt Sullivans Creek är det i huvudsak tätbebyggt. Runt Sullivans Creek är det tätbefolkat, med 356 invånare per kvadratkilometer. Genomsnittlig årsnederbörd är 990 millimeter. Den regnigaste månaden är februari, med i genomsnitt 169 mm nederbörd, och den torraste är maj, med 39 mm nederbörd.